# Vinzenz von Paul

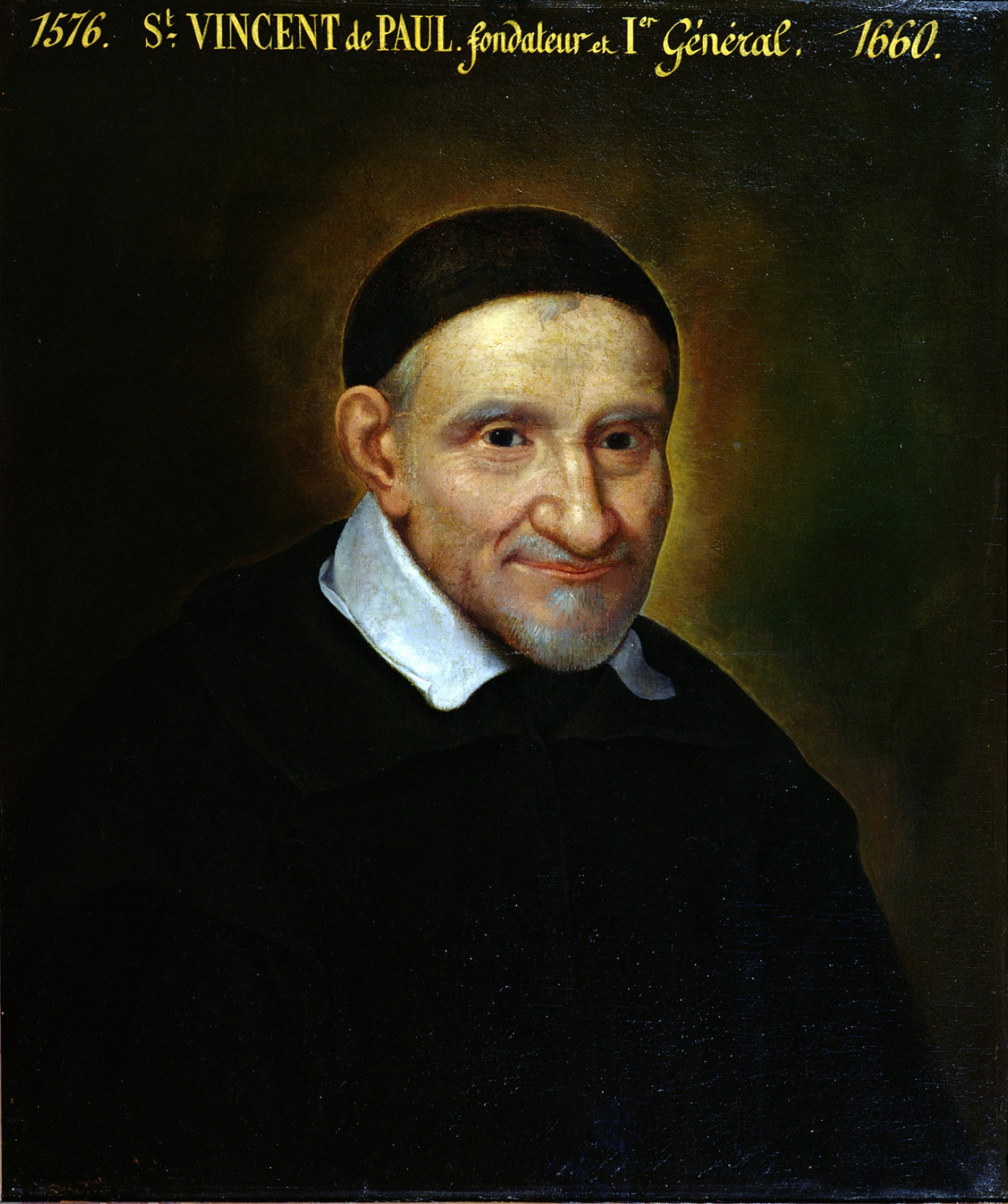
Vinzenz von Paul

Vinzenz von Paul oder Vinzenz Depaul (französisch Vincent de Paul, * 24. April 1581 in Pouy, heute Saint-Vincent-de-Paul in der Nähe von Dax in der Gascogne; † 27. September 1660 in Paris) war ein französischer Priester und gilt auf Grund seines Wirkens auf dem Gebiet der Armenfürsorge und Krankenpflege als Begründer der neuzeitlichen Karitas. Am 13. August 1729 wurde Vinzenz durch Benedikt XIII. selig- und am 16. Juni 1737 durch Clemens XII. heiliggesprochen. 1885 ernannte Leo XIII. ihn zum Schutzpatron des Ordens der Barmherzigen Schwestern vom hl. Vinzenz von Paul („Vinzentinerinnen“). Vinzenz von Paul hatte den Leitsatz „Liebe sei Tat.“

## Biografie

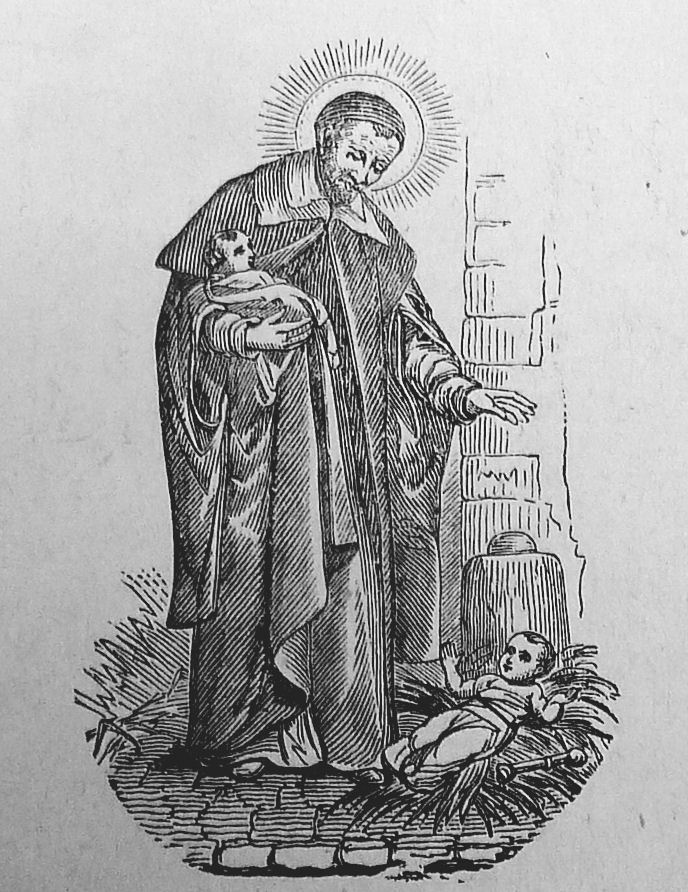
Vinzenz mit Findelkindern

Vinzenz von Paul war nicht adelig; das de Paul („von Paul“) ist Namensbestandteil und nicht Adelsprädikat. Er studierte in den südfranzösischen Städten Dax (1594 bis 1597) und Toulouse (1597 bis 1604) Theologie. Er wurde am 23. September 1600 zum Priester geweiht und bemühte sich jahrelang – auch auf abenteuerliche Weise – um immer einträglichere kirchliche Pfründen. Er soll 1605 von türkischen Piraten gefangen genommen und in Tunis als Sklave verkauft worden sein. 1607 sei er befreit worden und kam nach Paris. Durch Begegnungen mit den Ärmsten der Gesellschaft, persönliche Krisen und die geistliche Begleitung des späteren Kardinals de Berulle vollzog sich in ihm eine Wandlung. Er wurde ein hingebungsvoller Pfarrer in Clichy (1612–1613), später Hauskaplan der geschiedenen Gattin Heinrichs IV., Margarete von Valois, sowie Hauslehrer und Hauskaplan bei der adeligen Familie de Gondi. Er begleitete diese Familie auf ihre Güter und lernte dabei die religiöse Not der Landbevölkerung kennen. Um Abhilfe zu schaffen, begann er Missionen in den Pfarreien zu predigen. Bald fand er Helfer, und 1625 entstand daraus die Kongregation der Mission, auch Lazaristen oder „Vinzentiner“ genannt.
Im ersten Mutterhaus der Mission Saint Lazare (im gleichnamigen Pariser Stadtteil) gab es Abteilungen für Pensionäre, eine für schwer erziehbare Jugendliche und eine für Geisteskranke. Von Paul galt als Autorität auf dem Gebiet der Psychiatrie. Er wurde in Hinblick auf die von ihm geleiteten Pflegeanstalten und die dort praktizierte systematische Fürsorge für psychisch Kranke als „Reformator des Irrenwesens“ bezeichnet.
1617 gründete Vinzenz von Paul in der Pfarrei Châtillon-les-Dombes (heute Châtillon-sur-Chalaronne) die erste Confrérie des Dames de la Charité, die „Bruderschaft der Damen der christlichen Liebe“, eine karitative Frauenvereinigung, die sich um Arme und Kranke sorgte. Sie war die Vorgängerin der heutigen Association Internationale des Charités. Den Damen wurde die Arbeit in den Caritasgruppen, vor allem in Paris, bald zu viel und zu schwer, so dass junge Landmädchen als Helferinnen angestellt wurden. Louise de Marillac, eine enge Mitarbeiterin von Vinzenz von Paul, nahm sich dieser Helferinnen an, und allmählich wurde daraus die Gemeinschaft der Töchter der christlichen Liebe. Die Töchter der christlichen Liebe verstanden sich bewusst als eine Alternative zur strengen Klausur der Nonnen. Eine diesbezügliche Aussage ging in die Lebensregel der Schwestern über:

„Ihr habt als Kloster die Häuser der Kranken, als Zelle eine Mietkammer, als Kapelle die Pfarrkirche, als Kreuzgang die Straßen der Stadt, als Klausur den Gehorsam, als Gitter die Gottesfurcht und als Schleier die heilige Bescheidenheit.“

Die Frauen legten kein Ordensgelübde ab, sondern ein Versprechen, das jeweils für ein Jahr galt und bis zum Tod immer wieder erneuert werden konnte.
1619 begegnete Vinzenz von Paul in Paris Franz von Sales, zu dem er eine enge Freundschaft aufbaute, die bis zu dessen Tod 1622 anhielt.

## Nachleben

### Vinzentinerinnen
Sie sind heute mit rund 24.000 Mitgliedern unter dem Namen AIC (Association Internationale de Charité) die größte Frauengemeinschaft der katholischen Kirche. Daneben gibt es viele andere Frauengemeinschaften auf der ganzen Welt, die ebenso die Regel des  Vinzenz von Paul befolgen und als „Vinzentinerinnen“ oder „Barmherzige Schwestern vom hl. Vinzenz von Paul“ gelten. Die Vinzentinerinnen waren auch das Vorbild für die von Mutter Teresa gegründete Ordensgemeinschaft Missionarinnen der Nächstenliebe. 1840 gründete Anna Weißebach nach dem Vorbild des Vinzenz von Paul in Deutschland die Elisabeth-Vereine, aus denen die heutigen Caritas-Konferenzen Deutschlands hervorgegangen sind.

### Kanonisierung
Vinzenz von Paul wurde im Jahr 1737 heiliggesprochen. Dabei wurde insbesondere sein Engagement für Kranke, Bettler, Findelkinder, verwahrloste Jugendliche, Geisteskranke, Sträflinge, Flüchtlinge und Vertriebene gewürdigt. Der brasilianische Bischof Hélder Câmara sprach in diesem Zusammenhang von Vinzenz’ „Antennen der Liebe“: Der Heilige vermochte, jede Notsituation deutlich zu erkennen. Dadurch konnte er zu einem sozialen Vorkämpfer des 17. Jahrhunderts werden.

### Bestattung

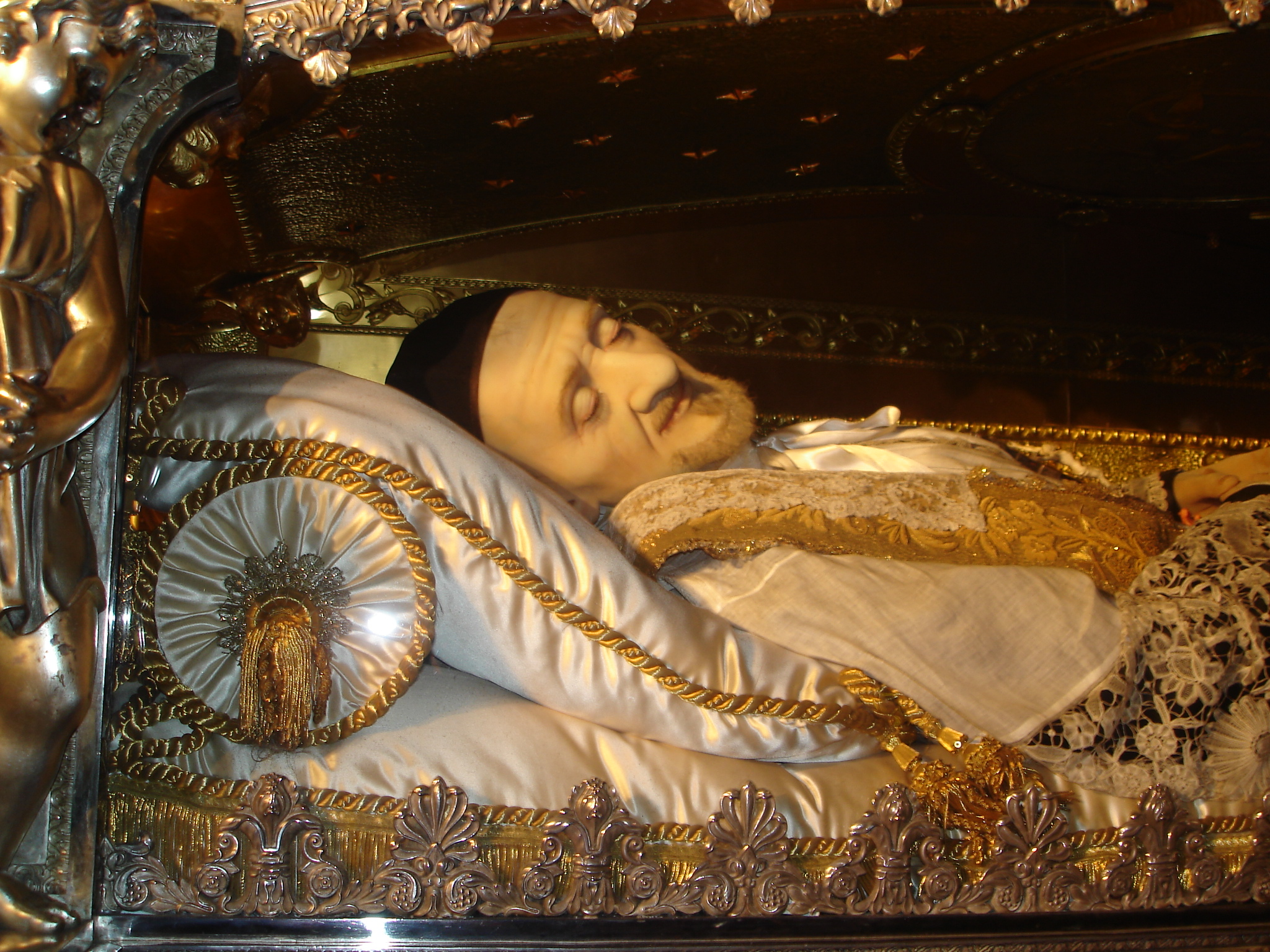
Reliquienschrein

Sein Körper wurde 1712 – 53 Jahre nach seinem Tode – zum ersten Mal exhumiert. Ein Augenzeuge beschrieb, dass „… nur seine Augen und Nase Zeichen von Verwesung“ aufwiesen. Als sein Körper nach der Heiligsprechung im Jahre 1737 erneut exhumiert wurde, stellte sich jedoch heraus, dass sich der Körper aufgrund von Wassereinwirkung zersetzt hatte. Die Knochen wurden in ein wächsernes Abbild eingesetzt und diese Figur 1830 dann in einem Glassarg in der neuen Kapelle der Lazaristen, Chapelle Saint-Vincent-de-Paul, in der Rue de Sèvres in Paris zur Verehrung ausgestellt. Die Überführung der Reliquien veranlasste der Lazaristen-Ordensgeneral Dominique Salhorgne.
Das Herz des Heiligen wird in der Mutterhauskapelle der Vinzentinerinnen in Paris (Rue du Bac) aufbewahrt.

### Namensgebung
Die im 19. Jahrhundert von Frédéric Ozanam gegründete karitativ tätige Vinzenzgemeinschaft trägt seinen Namen. Auch die am 19. Juli 1927 gegründete Vinzentiner Kongregation von Malabar beruft sich auf den Heiligen. Das Vinzenz-von-Paul-Berufskolleg im Vinzenz-Heim Aachen ist nach ihm benannt.

### Gedenktag
Bis zur Reform des Generalkalenders  durch Papst Paul VI. im Jahr 1969 wurde der 19. Juli in der römisch-katholischen Kirche als Gedenktag des Heiligen gefeiert. Heute ist sein Todestag, der 27. September, der offizielle evangelische, anglikanische und römisch-katholische Gedenktag des Ordensgründers.

## Patronate
Vinzenz von Paul gilt als Patron aller karitativen Vereine und Werke, des Klerus, der Waisen- und Krankenhäuser und der Gefangenen und für das Wiederfinden verlorener Sachen. Im Weiteren insbesondere:
- Genossenschaft der Töchter der christlichen Liebe vom heiligen Vinzenz von Paul (FdC), weltweite Gemeinschaft mit Sitz in Paris
- Föderation der Barmherzigen Schwestern von Mutter Seton, Nordamerika
- Föderation Vinzentinischer Gemeinschaften, Zusammenschluss mehrerer eigenständiger Kongregationen mit Ursprung in Straßburg und Fokus im deutschsprachigen Raum
  - Barmherzige Schwestern Zams, Österreich, Südtirol, Peru
  - Barmherzige Schwestern vom hl. Vinzenz von Paul, Erzbistum München-Freising
  - Barmherzige Schwestern vom hl. Vinzenz von Paul, Bistum Fulda
- der christlichen Nächstenliebe
- der Lazaristen

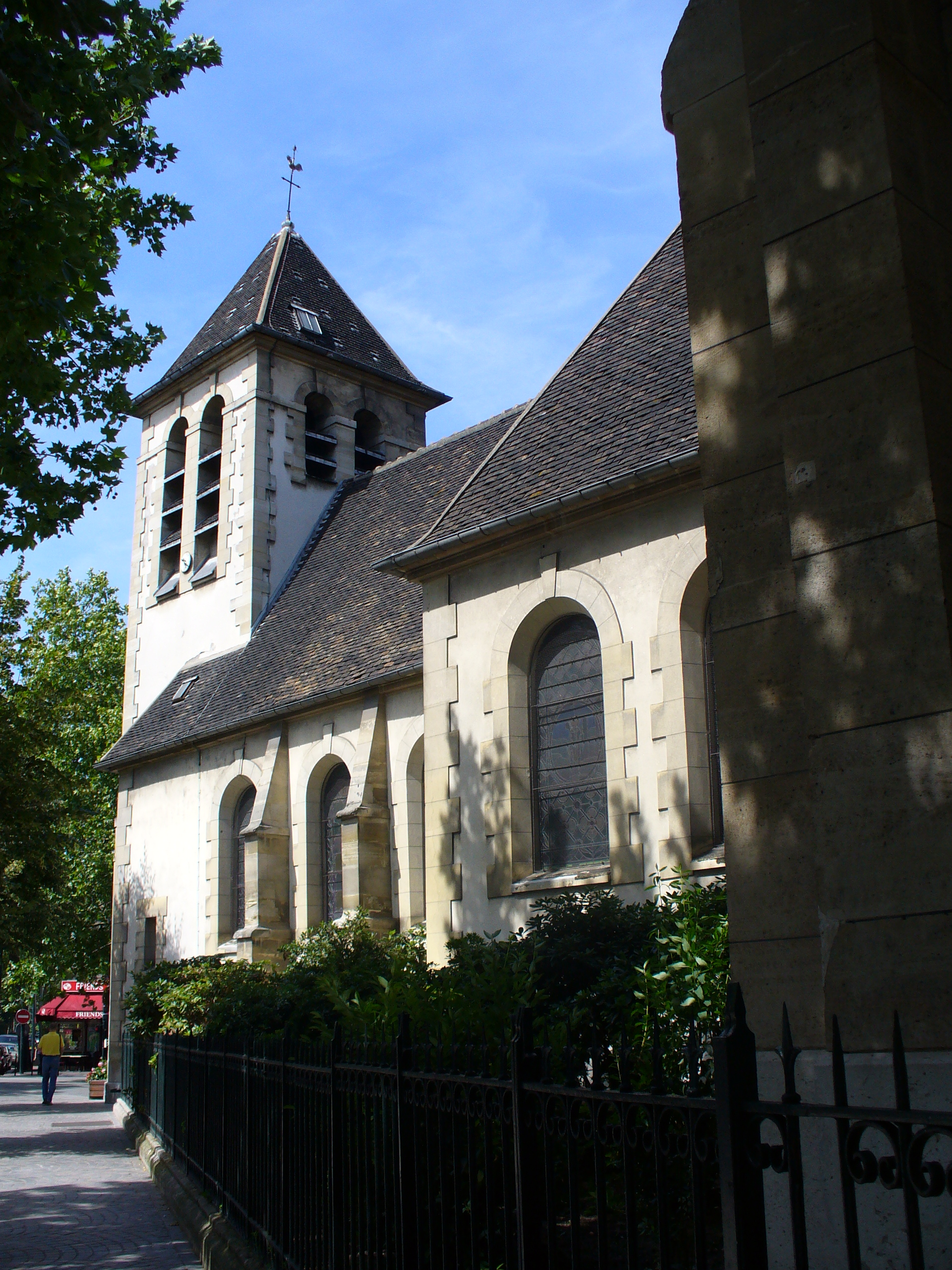
Kirche St. Vincent de Paul in Clichy
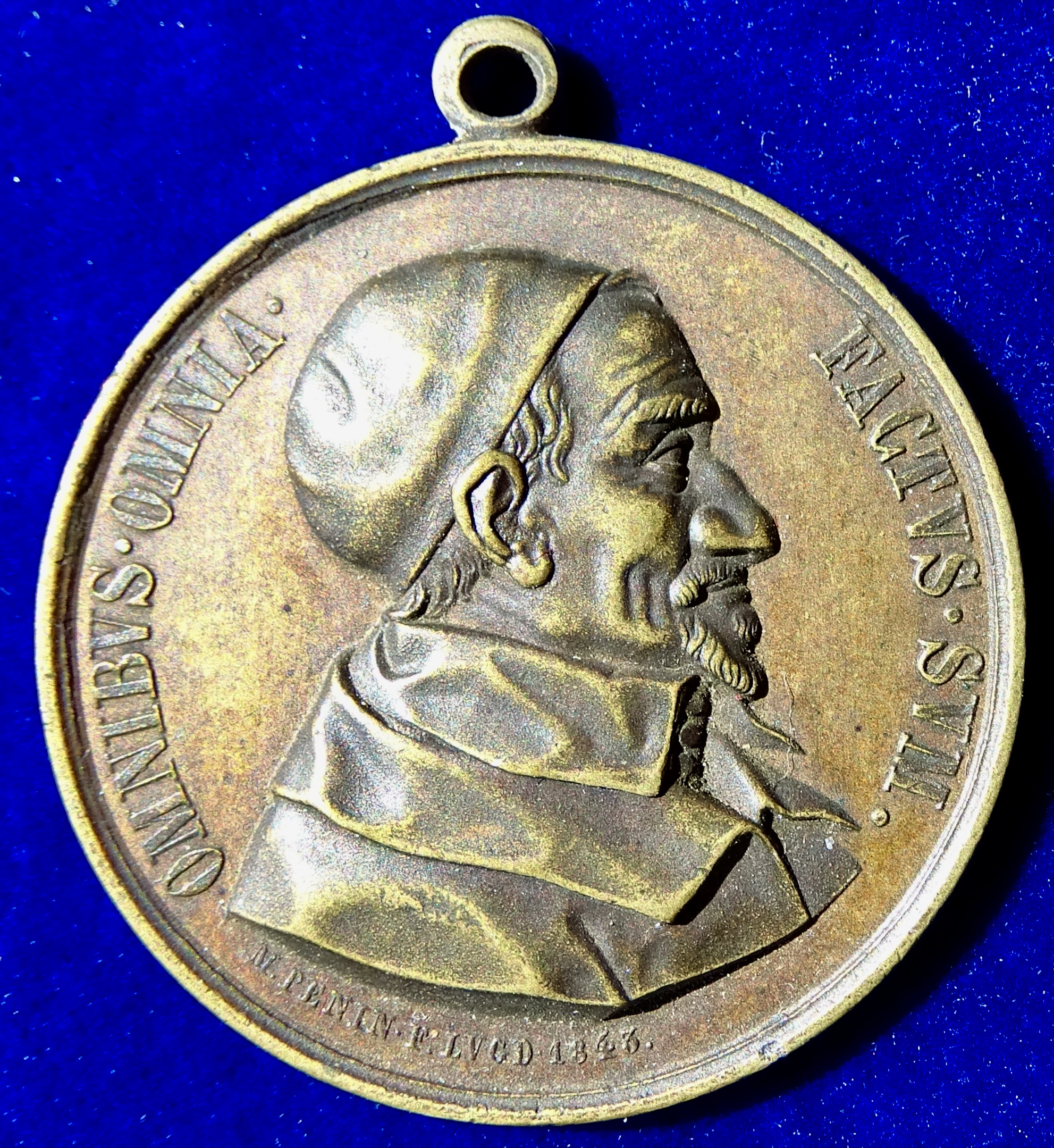
1843 Medaille Vinzenz von Paul des Künstlers Marius Penin, Vorderseite
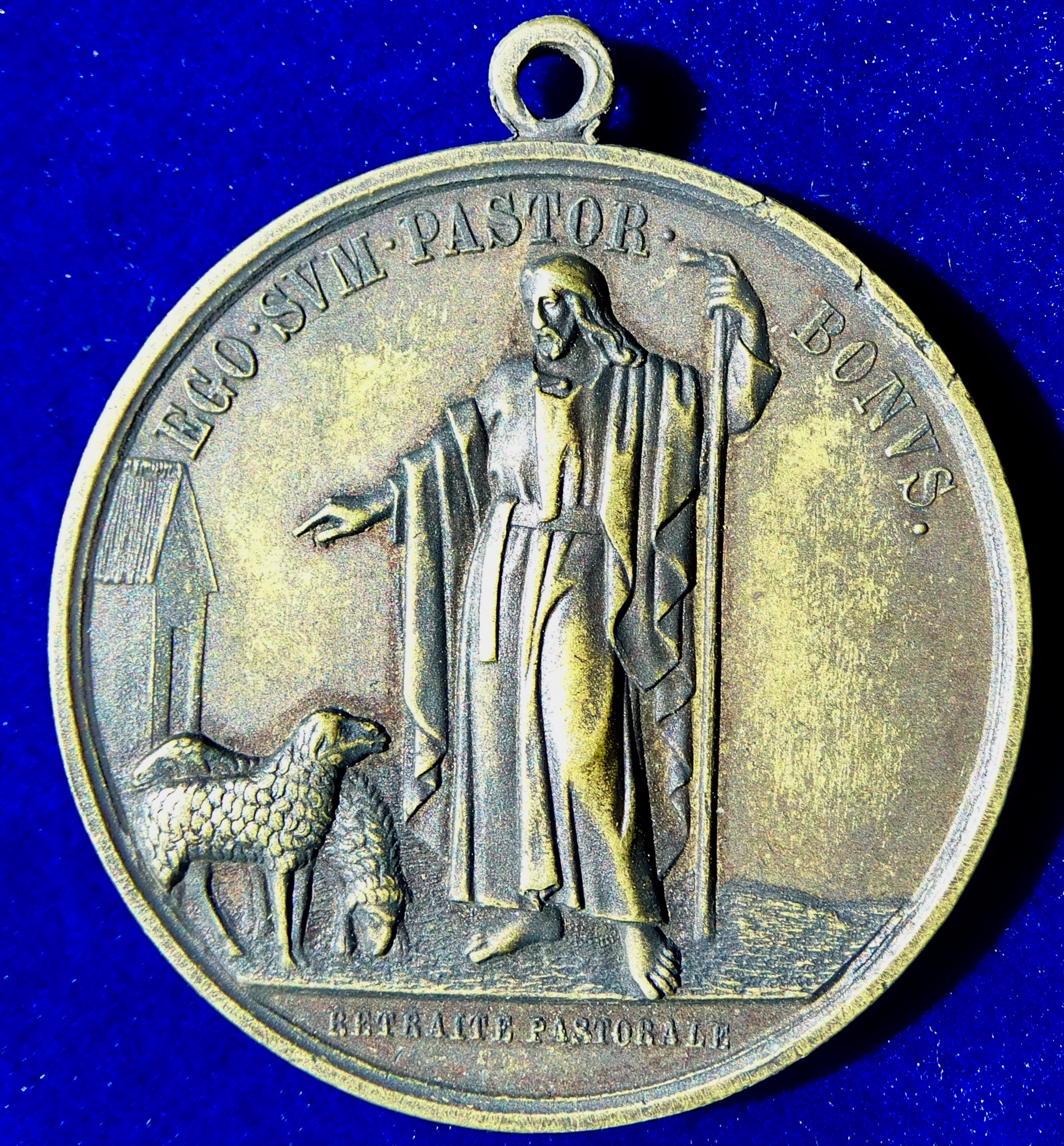
Die Rückseite dieser Medaille mit dem Guten Hirten
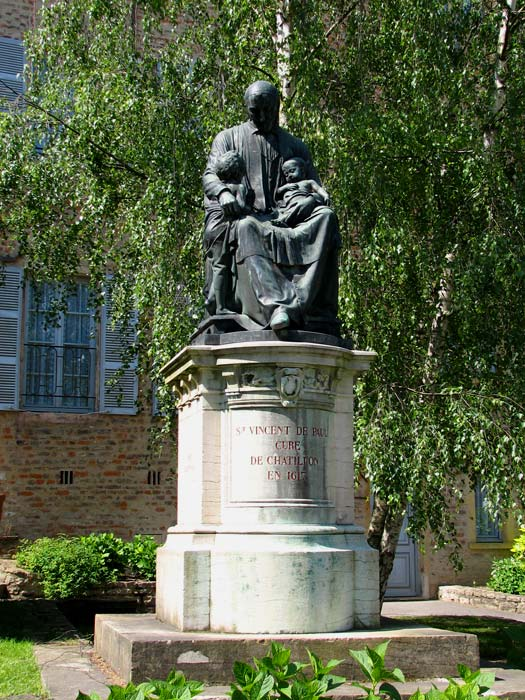
Vinzenz-Denkmal von Émilien Cabuchet in Châtillon
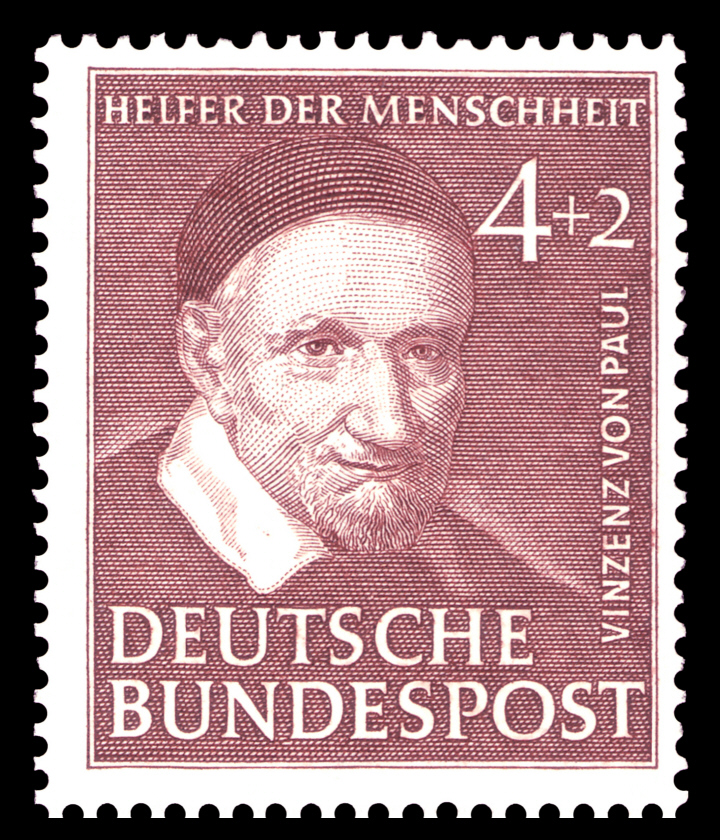
Briefmarke (1951) der Serie Helfer der Menschheit

## Film
- 1947 wurde das Leben von Vinzenz von Paul durch Maurice Cloche verfilmt („Monsieur Vincent“).